# Milan TV
O Milan TV é um canal dedicado ao AC Milan.
Com programação 24 horas, o canal fala sobre a história do Milan, as grandes estrelas dos últimos tempos, em geral, tudo sobre o universo Rossonero. Também à notícias diárias sobre o clube, entrevistas com os grandes craques do clube e cobertura sobre os jogos da equipe no Campeonato Italiano, Copa da Itália, Liga dos Campeões da UEFA, Liga Europa e jogos amistosos.